# Поза Воїна I
Поза Воїна I  (Вірабадрасана I)  (санскр. वीरभद्रासन): віра (वीर), бадра (भद्र)- добрий, мирний, асана (आसन)- поза) — є класичною вправою йоги і однією з 84 основних вправ хатха-йоги.

## Виконання

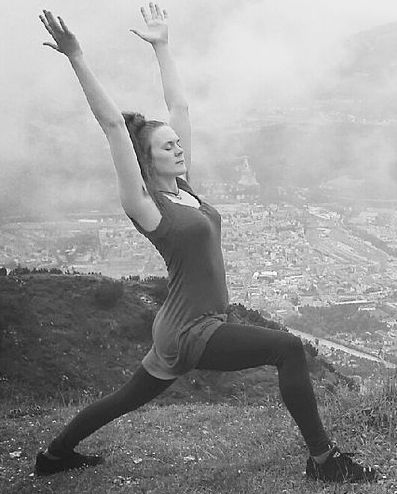
Воїн I

### Вихідне положення
1. Станьте в позу Тадасана. При видиху розведіть ноги в сторони на ширину трохи більше метра. Вдихніть і підніміть прямі руки через сторони вгору над головою. Плечі відсунуті вниз від вух, руки за вухами, долоні повернуті друг до друга. Поверніть праву стопу і ногу на 90 градусів назовні вправо, а ліву (задню) - на 60 градусів усередину вправо.
2. На видиху розгорніть таз, тулуб, плечі й руки вправо, до правої стопи. На вдиху підніміть підйом лівої стопи, натискаючи зовнішнім краєм лівої п’яти на підлогу.
3. Видихніть і згинайте праве коліно доти, доки воно не опиниться над вашою правою п’ятою або за нею. Права гомілка перебуває перпендикулярно підлозі, і, якщо можливо, праве стегно паралельне підлозі. Більш важливо, щоб ви могли тримати задню ногу прямо, ніж те, що вона буде опускати стегно передньої ноги. Тримайте свою вагу рівномірно розподіленою на обидві ноги. 

### Утримання пози
При кожному вдиху знову фокусуйтеся на опорних точках. Відчуйте підйом підйомів стіп, урівноважену між двома сильними ногами вагу і пряме коліно задньої ноги.
2. При кожному видиху піднімайте тулуб вгору (фокусуйтеся на ВАЖЛИВИХ ДІЯХ). Підніміть таз від ніг, а лобкову кістку вгору, коли куприк рухається вниз. Розтягуйте грудну клітку вгору. Опустіть плечі вниз, коли витягаєте руки і п’ясті вгору.

### Завершення пози
На вдиху випряміть праву ногу і поверніть стопи в напрямку вперед. На видиху, стрибком поставте ноги знову в позицію Тадасана і відчуйте свій стан. Потім повторіть в іншу сторону.

Важливі дії
• Перенесіть вагу на пряму ногу
• Тримайте куприк у напрузі
• Підніміть лобкову кістку вгору
• Підніміть грудну клітку вгору, потягнувшись від тазу
• Відкрийте грудну клітку
• Плечі назад і вниз, руки прямі, тягнуться вгору
• Руки прямо і за вухами
• Шия витягнута

### Модифікації
Упираючись задньою стопою об стіну, сконцентруйтеся на положенні задньої ноги й таза. Використання стіни допоможе вам зберігати рівновагу. Кілька тижнів або місяців працюйте тільки ногами, щоб освоїти асану і зміцнити м’язи ніг, пахової області й таза. 

Загальні попередження
Уникайте травми коліна:
Тримайте зігнуте коліно за п’ятою стопи (з вертикальною гомілкою). Коліно задньої ноги мусить бути завжди прямим.